# Symplectoscyphus erectus
Symplectoscyphus erectus är en nässeldjursart som först beskrevs av John Fraser 1938.  Symplectoscyphus erectus ingår i släktet Symplectoscyphus och familjen Sertulariidae. Inga underarter finns listade i Catalogue of Life.